# Джон Рослін Ґарнет
Джон Рослін (Рос) Ґарнет (1906–1998) був австралійським біохіміком і натуралістом, з сильним зацікавленням охороною природи.

## Життєвий шлях
Ґарнет почав свою кар'єру в лабораторії Департаменту охорони здоров'я Співдружності в Порт-Пірі, де він працював з 1928 до 1930 року. Проте більшу частину своєї кар’єри (1930–1971) він працював у Лабораторії сироваток Співдружності в Парквіллі, Мельбурн. Ґарнет брав активну участь у природоохоронному русі та був засновником Асоціації національних парків Вікторії в 1952 році, а також обіймав посаду її почесного секретаря протягом 21 року. Його особливим захолпенням бувнаціональний парк Вільсонс Промонторі.

## Відзнаки та нагороди
- Австралійський медальйон з природознавства (1966)
- Член ордена Австралії (AM) (1982)

## Публікації
- - Garnet, J. Ros. (1965). The Vegetation of Wyperfeld National Park (North-West Victoria). A survey of its Vegetation and Plant Communities, together with a Check-list of the Vascular Flora as at December 1964.. Field Naturalists’ Club of Victoria.
  - Garnet, J. Ros. (1966). Spider, Insect and Man. Commonwealth Serum Laboratories: Parkville.
  - Garnet, J. Ros. (Editor). (1968). Venomous Australian Animals Dangerous to Man. Commonwealth Serum Laboratories: Parkville.
  - Garnet, J. Ros. (1970). Wilson's Promontory. OUP: London.
  - Garnet, J. Ros. (1971). The Wildflowers of Wilson's Promontory National Park. Lothian Books: Melbourne.
  - Garnet, J. Ros.; & Conabere, Elizabeth[en]. (1987). Wildflowers of South-Eastern Australia. Greenhouse Publications: Melbourne.